# Dawn Harper-Nelson
Dawn Harper-Nelson, född den 13 maj 1984 i East Saint Louis i Illinois, är en amerikansk friidrottare som tävlar i häcklöpning.
Harpers första internationella mästerskap var olympiska sommarspelen 2008 i Peking då hon tävlade i 100 meter häck. Storfavoriten till segern var landsmannen LoLo Jones som slog i näst sista häcken och slutade på sjunde plats. I stället blev det Harper som oväntat vann guld på tiden 12,54, vilket även var ett nytt personligt rekord. 
Hon deltog även vid VM 2009 i Berlin där hon slutade sjua i finalen på tiden 12,81. Hon avslutade friidrottsåret med att bli tvåa vid IAAF World Athletics Final 2009.
Harper stängts 2017 av i tre månader efter att ha testats positivt för en förbjuden substans.

## Personliga rekord
- 100 meter häck - 12,48 från 2009